# The Killer Instinct
The Killer Instinct é o segundo álbum de estúdio da banda de hard rock Black Star Riders, lançado em 20 de fevereiro de 2015. Black Star Riders originou-se a partir da versão de turnê do Thin Lizzy, reunida pelo guitarrista Scott Gorham após a morte do líder do Thin Lizzy Phil Lynott. O primeiro álbum da banda, All Hell Breaks Loose, foi lançado em 2013.

## Gravação
A gravação do álbum seguinte a All Hell Breaks Loose foi primeiramente anunciada no fim de 2013, e no dia 27 de janeiro de 2014, foi anunciado que o o segundo álbum da banda seria gravado em Dublin em outubro, e seria produzido pelo vocalista do Def Leppard Joe Elliott. Elliott tinha trabalhado anteriormente nos álbuns solo do vocalista Ricky Warwick, e também com Scott Gorham nos lançamentos dos arquivos do Thin Lizzy. Contudo, Elliott foi tirado do projeto em Augusto de 2014 devido a conflitos com a agenda do Def Leppard. Ele foi rapidamente substituído por Nick Raskulinecz, e a gravação aconteceu em Nashville, Tennessee em setembro.
The Killer Instinct é o primeiro álbum do Black Star Riders a contar com a participação do fundador do Ratt e baixista do Lynch Mob Robbie Crane, que substituiu o membro fundador Marco Mendoza em junho de 2014.
Quando o título do álbum foi anunciado no dia 21 de novembro de 2014, Warwick explicou o nome: "A vida não é justa. Nunca foi, e nunca será. As vezes você tem que viver com um instinto assassino (killer instinct) apenas para sobreviver na busca da felicidade. Ninguém pode fazer por você o que você deve fazer por você mesmo." O guitarrista Damon Johnson elogiou o produtor do álbum Nick Raskulinecz, declarando: "Ele pacientemente passou por toda a lista de faixas com toda a banda, e certificou-se que nós focássemos no material para melhor representar o Black Star Riders em 2015."

## Faixas
| N.º            | Título                 | Compositor(es)                               | Duração |  |
| 1.             | "The Killer Instinct"  | Ricky Warwick, Damon Johnson                 | 3:32    |  |
| 2.             | "Bullet Blues"         | Warwick, Johnson                             | 4:54    |  |
| 3.             | "Finest Hour"          | Warwick, Johnson                             | 3:56    |  |
| 4.             | "Soldierstown"         | Warwick, Sam Robinson, Scott Gorham, Johnson | 4:50    |  |
| 5.             | "Charlie I Gotta Go"   | Warwick, Johnson                             | 4:14    |  |
| 6.             | "Blindsided"           | Warwick, Johnson                             | 6:00    |  |
| 7.             | "Through the Motions"  | Warwick, Johnson                             | 3:47    |  |
| 8.             | "Sex, Guns & Gasoline" | Warwick, Gorham, Johnson                     | 4:00    |  |
| 9.             | "Turn In Your Arms"    | Warwick, Gorham, Johnson                     | 3:50    |  |
| 10.            | "You Little Liar"      | Warwick, Johnson                             | 7:08    |  |
| Duração total: | Duração total:         | Duração total:                               | 46:12   |  |

### Faixas Bônus
| N.º            | Título                           | Compositor(es)   | Duração |  |
| 1.             | "Gabrielle"                      | Warwick, Johnson | 3:22    |  |
| 2.             | "The Reckoning Day"              | Warwick, Johnson | 3:38    |  |
| 3.             | "The Killer Instinct" (acústico) | Warwick, Johnson | 3:19    |  |
| 4.             | "Blindsided" (acústico)          | Warwick, Johnson | 5:15    |  |
| 5.             | "Charlie I Gotta Go" (acústico)  | Warwick, Johnson | 4:06    |  |
| 6.             | "Finest Hour" (acústico)         | Warwick, Johnson | 3:44    |  |
| Duração total: | Duração total:                   | Duração total:   | 23:24   |  |

## Integrantes
- Ricky Warwick – vocalista, guitarra
- Scott Gorham – Guitarra solo, guitarra rítmica
- Damon Johnson – Guitarra solo, guitarra rítmica, guitarra havaiana em "Finest Hour" e "The Reckoning Day"
- Robbie Crane – Baixo
- Jimmy DeGrasso – Bateria, percussão

## Demais créditos
- Nick Raskulinecz – mellotron e pedais Taurus em "Blindsided" e "You Little Liar"
- Mark Gemini Thwaite – violão em "Blindsided" (acústico)
- Gravado no Rock Falcon Studio, Franklin, Tennessee
- Engenharia de som por Nathan Yarborough; 2º engenheiro: John Albritton
- Mixado por Jay Ruston no TRS West, Sherman Oaks, Califórnia
- Mixador assistente: James Ingram
- Masterizado por Paul Logus pela PLX Mastering, Yonkers, New York
- Faixas bônus acústicas produzidas por Damon Johnson e Ricky Warwick
- Engenharia e mixagem por Mark Gemini Thwaite